# Pantelīs
Pantelīs (in alfabeto greco: Παντελής) è un nome proprio di persona greco maschile.

## Varianti in altre lingue
- Albanese: Pandeli[1]
- Bulgaro: Пантелей (Pantelej)[1]
- Russo: Пантелей (Pantelej)[1]

## Origine e diffusione
È una forma abbreviata di Παντελεήμων (Panteleimon), un antico nome greco formato da παντός (pantos, genitivo di πᾶν, pan, "tutto") e ἐλεήμων (eleemon, "compassionevole"). Panteleimon (in italiano "Pantalemone" o "Pantaleimone") è un altro nome con cui è noto san Pantaleone; in effetti, il nome bulgaro e russo Пантелей (Pantelej) può corrispondere sia a Pantaleimone, sia a Pantaleone.

## Onomastico
L'onomastico si può festeggiare in memoria di san Pantaleone o Pantaleimone, martire a Nicomedia.

## Persone
- Pantelīs Chatzīdiakos, calciatore greco
- Pantelīs Kafes, calciatore greco
- Pantelīs Kapetanos, calciatore greco
- Pantelīs Karasevdas, tiratore a segno greco
- Pantelis Michanikos, poeta cipriota
- Pantelis Nikolaou, calciatore greco
- Pantelīs Psychas, pallanuotista greco

### Variante Pandeli

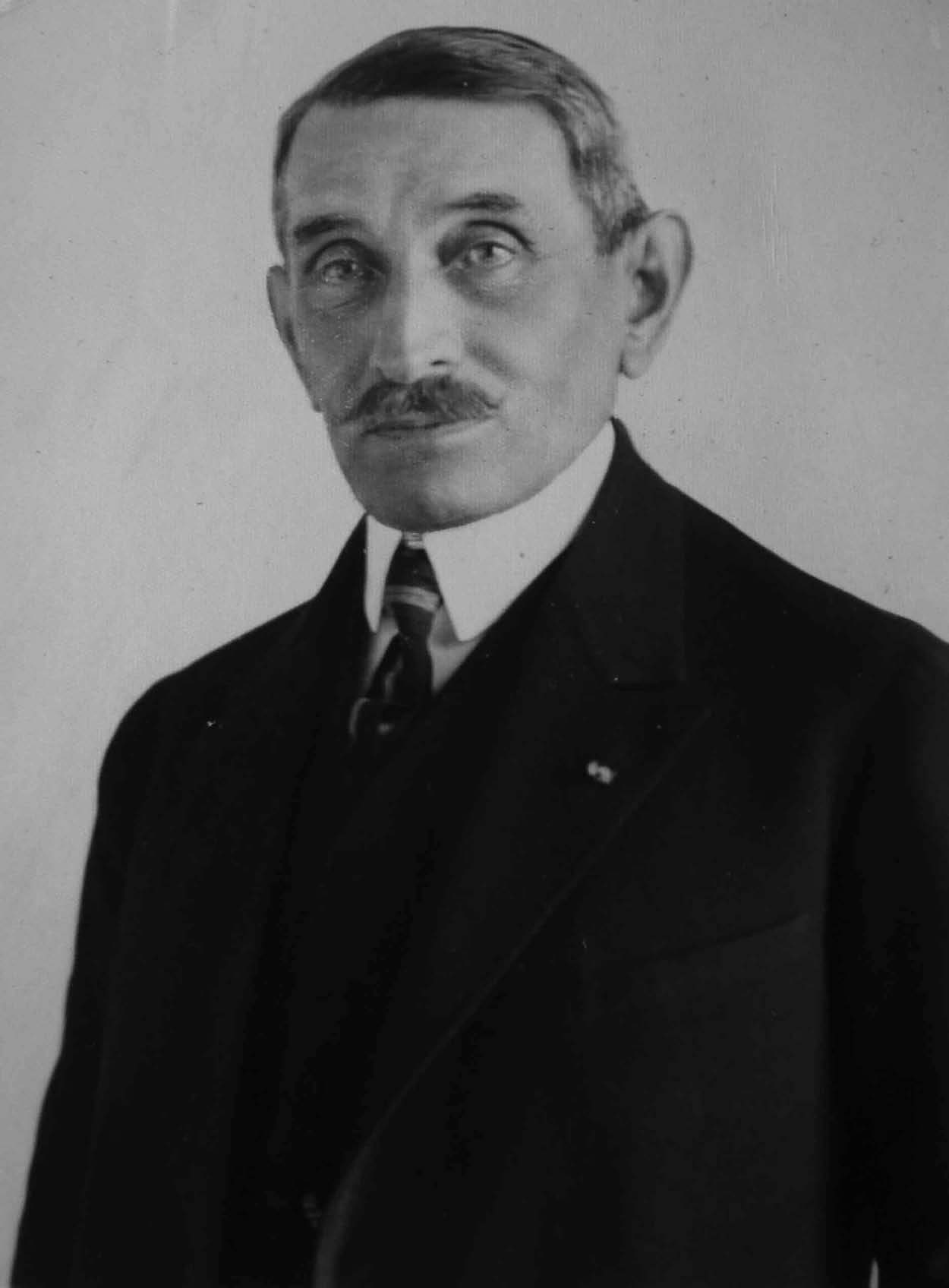
Pandeli Evangjeli

- Pandeli Evangjeli, politico albanese
- Pandeli Majko, politico albanese

### Variante Pantelej
- Pantelej Dimitrov, calciatore bulgaro
- Pantelej Kiselov, generale bulgaro